# Nissan Kicks
Nissan Kicks — субкомпактный кроссовер, производимый японской компанией Nissan с 2016 года.

## Первое поколение (глобальная модель)
Nissan был главным спонсором летней Олимпиады 2016 года, поэтому Kicks использовался для рекламы этого мероприятия.
В декабре 2020 года была представлена обновлённая версия модели. Внешне автомобиль стал идентичен модели e-Power (см. ниже). В салоне появился центральный подлокотник и увеличенный экран центральной консоли. Автомобиль поступит в продажу в Северной Америке в феврале 2021 года.

### Kicks e-Power
Гибридная версия автомобиля с изменённым экстерьером была представлена для рынка Таиланда. Автомобиль сочетает в себе 1,2 литровый бензиновый двигатель HR12DE и электромотор EM57 на передние колёса.
После дебюта в Таиланде, 30 июня 2020 года автомобиль поступил в продажу в Японии, а 2 сентября — в Индонезии.

### Безопасность
Автомобиль прошёл тест IIHS в 2017 году и тест NHTSA в 2019 году:
| IIHS                                                        | IIHS |
| ----------------------------------------------------------- | ---- |
| Фронтальный удар с 25%-м перекрытием — водительская сторона | G    |
| Фронтальный удар с 25%-м перекрытием — пассажирская сторона | A    |
| Фронтальный удар с 40%-м перекрытием                        | G    |
| Боковой удар                                                | G    |
| Прочность крыши                                             | G    |
| Подголовники и сиденья                                      | G    |
| Протестированная модель: Nissan Kicks (2017)                |      |

| Фронтальный удар | Водительская сторона | Пассажирская сторона |
| Боковой удар     |                      |                      |
| Опрокидывание    |                      |                      |

В августе 2018 года мексиканское автомобильное издание «Autología» провело лосиный тест автомобиля. Первоначально была протестирована комплектация «Fan Edititon», в которой отсутствовала ESP, и данная комплектация провалила тест. Другая протестированная комплектация уже содержала ESP. Все препятствия были пройдены, но автомобиль не смог нормально продолжить движение, поэтому провалил испытание.

### Галерея

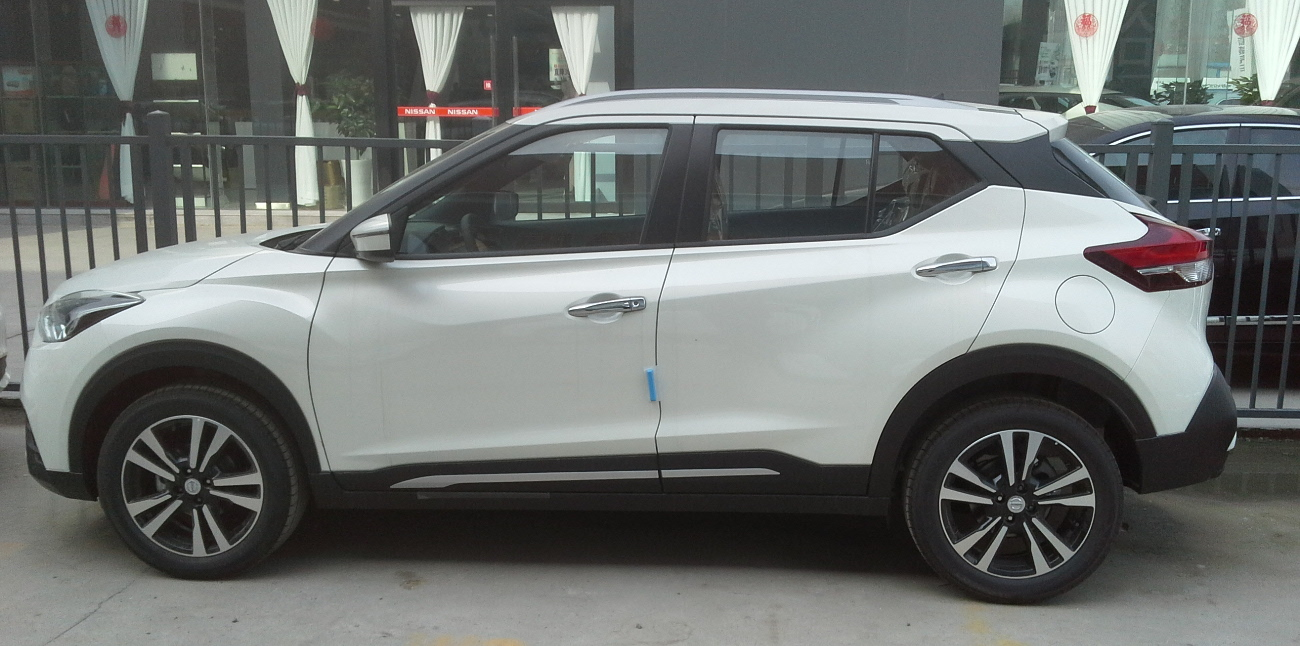
Вид сбоку
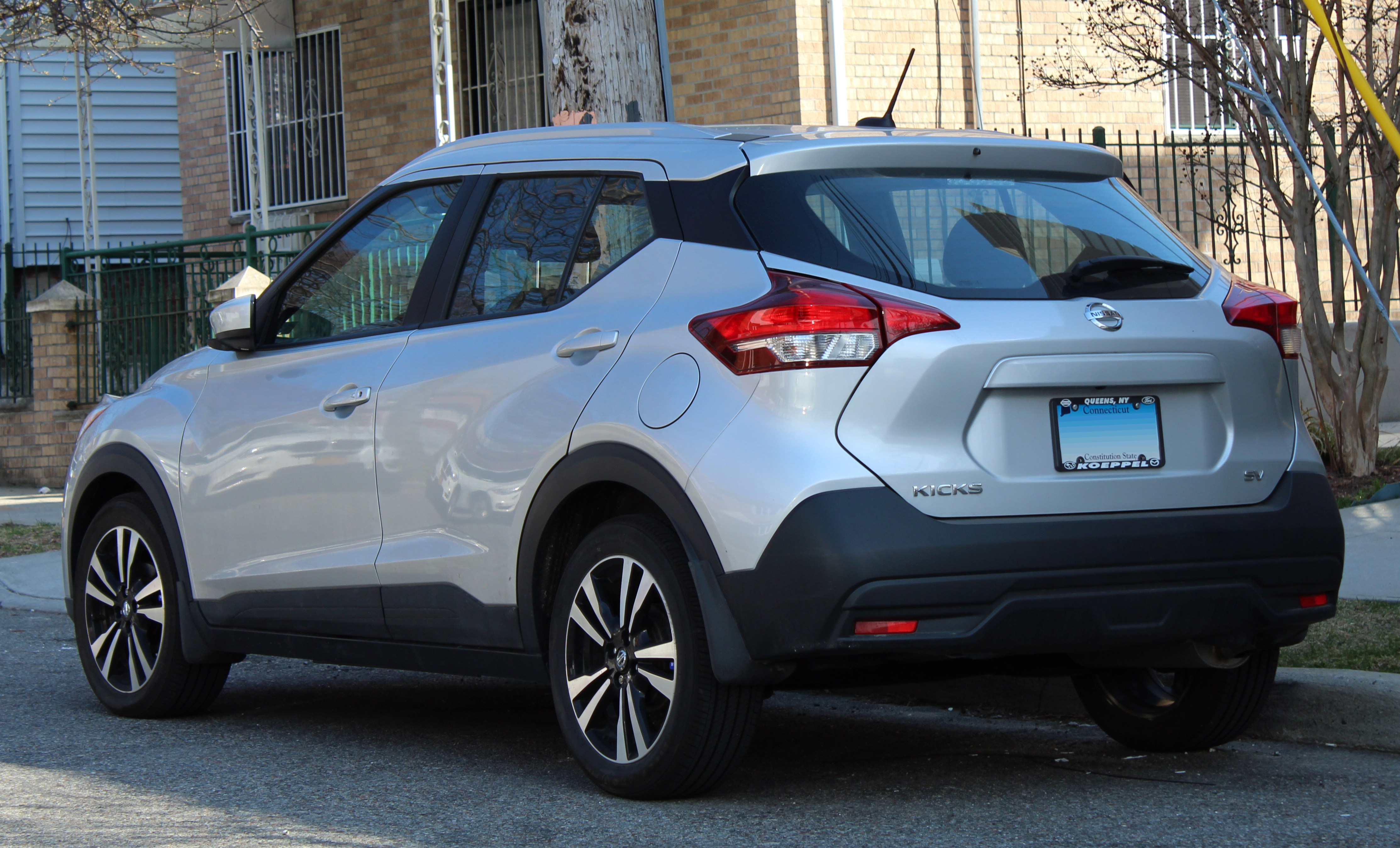
Вид сзади
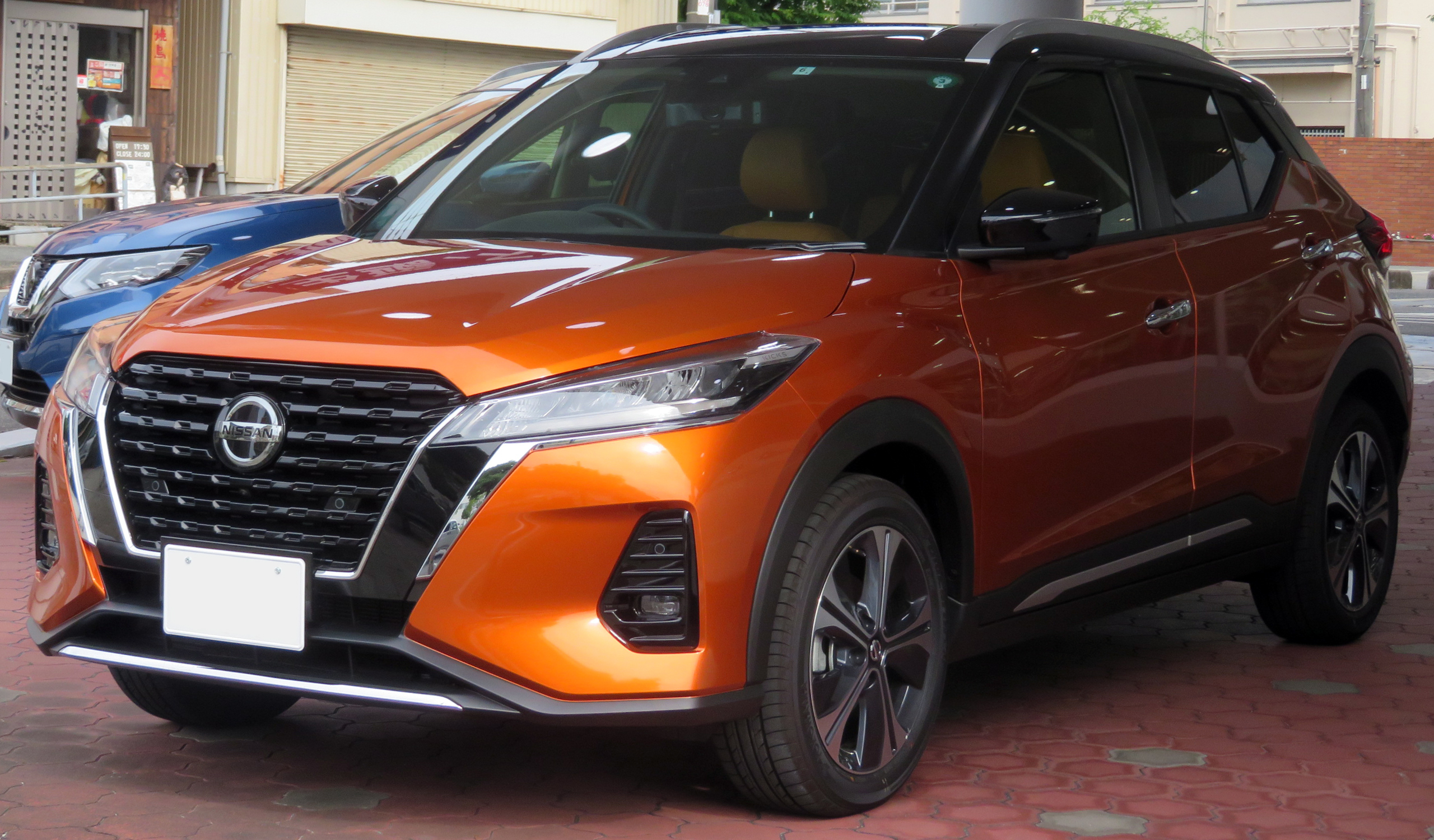
Nissan Kicks e-Power
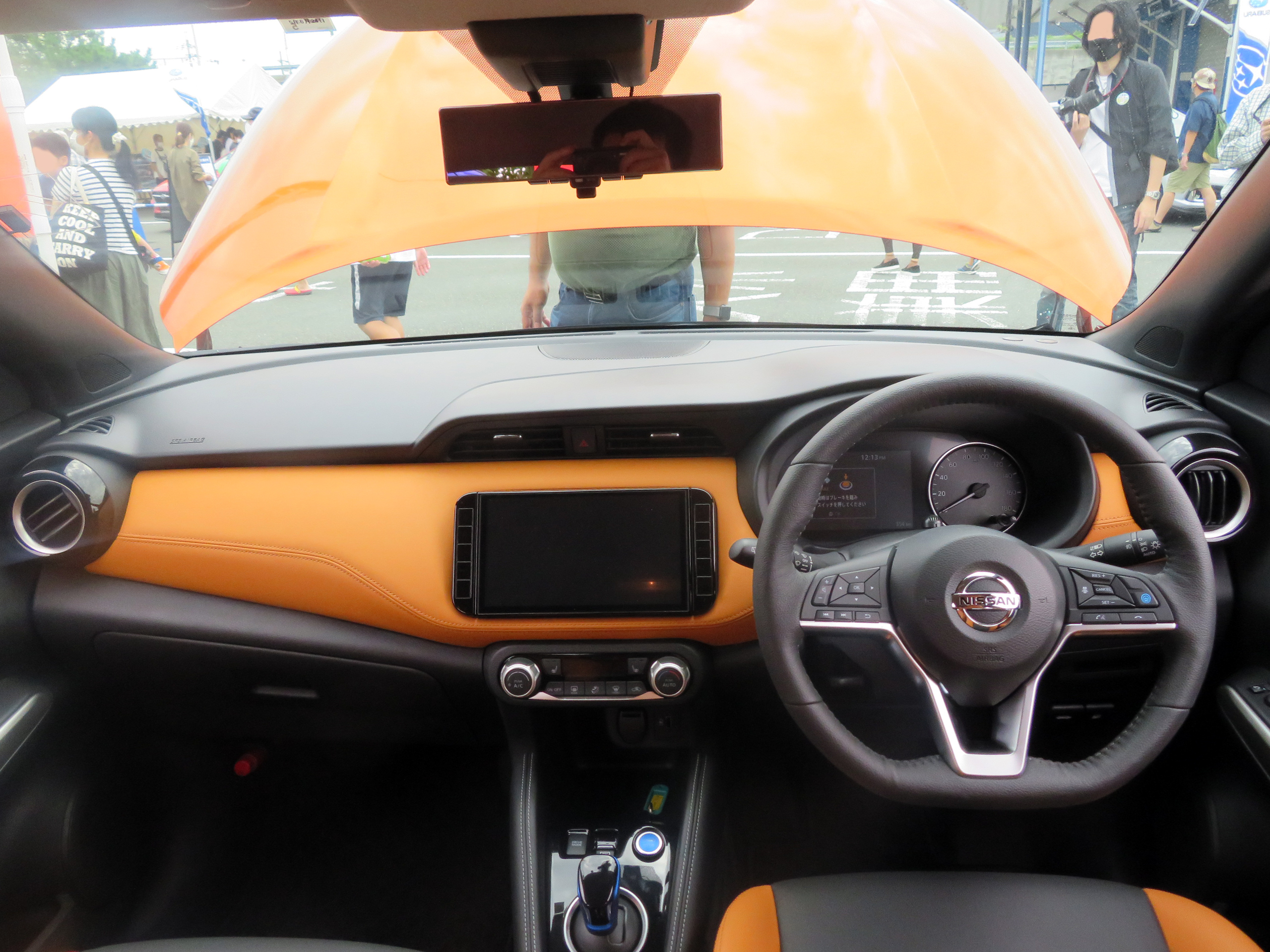
Интерьер

## Версия для Индии
Для индийского рынка модель была представлена 22 января 2019 года.
Несмотря на схожее название, индийская модель сильно отличается от глобальной. Большую часть деталей автомобиль получил от модели Renault Duster, построенной на той же платформе B0. Это было сделано для снижения цены на автомобиль. Габариты автомобиля были несколько изменены. Двигатели для автомобиля изготавливает Renault.
Во время чемпионата мира по крикету в 2019 году Kicks использовался для его продвижения.

## Второе поколение
Nissan представил 25 марта 2024 в США кроссовер Kicks нового поколения. Все подробности пока не озвучены (например, не раскрыты габариты, хотя компания говорит, что новая машина больше предшественника), но о ключевых новшествах создатели рассказали. Nissan Kicks 2025 модельного года получил новый экстерьер. Решетка радиатора V-Motion делает его похожим на китайский Nissan Pathfinder, который только-только вышел на рынок. Автомобиль получил многоярусную светотехнику и комбинированную расцветку с «парящей крышей» (или попросту затемнённой задней стойкой).  Салон тоже переработан. Перед водителем — панель экранов с двумя дисплеями диагональю 12,3 дюйма (в базовой версии экран информационно-развлекательной системы 7-дюймовый). Медиасистема поддерживает беспроводные интерфейсы Android Auto и Apple CarPlay. В базе — комплекс систем помощи водителю под общим названием Nissan Safety Shield 360, а за доплату доступна система полуавтономного вождения ProPILOT Assist (впервые для Kicks), система кругового обзора и акустика BOSE с 10 динамиками. Большой апгрейд под капотом: место 1,6-литрового 122-сильного мотора занял 2,0-литровый агрегат мощностью 141 л.с. Работает он в связке с вариатором, а вот момент теперь распределяется не на два колеса, а на все четыре.

## Продажи
| Год  | Бразилия | Мексика | Китай  | Тайвань | США    | Индия |
| ---- | -------- | ------- | ------ | ------- | ------ | ----- |
| 2016 | 10,712   |         |        |         |        |       |
| 2017 | 33,464   | 22,438  | 44,142 |         |        |       |
| 2018 | 46,812   | 21,801  | 35,864 | 6,554   | 23,312 |       |
| 2019 | 56,062   | 17,837  | 47,785 | 16,882  | 58,193 | 4,776 |